# Buitinga mazumbai
Buitinga mazumbai là một loài nhện trong họ Pholcidae. Loài này được phát hiện ở Tanzania.